# Jiří Janků
Jiří Janků (* 25. prosince 1966 Praha) je český politik a manažer, v letech 2011 až 2014 starosta Městské části Praha 8, člen ODS.

## Studia
Janků vystudoval ZŠ Hovorčovická (1973–1981) a Gymnázium U Libeňského zámku (1981–1985). Absolvoval v roce 1990 Strojní fakultu na Českém vysokém učení technickém. Do roku 1998 působil jako vedoucí obchodního oddělení v Škodaexportu. V letech 1998–2010 pracoval v První telefonní, a. s., která se zabývá poskytováním technických služeb k ochraně majetku a osob a výrobou elektronických a telekomunikačních zařízení. Od roku 1998 je rovněž jednatelem a společníkem firmy TAMEX spol. s r.o. Mezi roky 2010–2011 byl členem dozorčí rady firmy IPODEC - ČISTÉ MĚSTO a.s. Od roku 2011 zasedá v představenstvu Dopravního podniku hl. m. Prahy, čímž tehdejší magistrátní koalice ODS-ČSSD porušila svůj závazek jmenovat do vedení obecních firem pouze odborníky.
Je ženatý, má jedno dítě.

## Volené a stranické funkce
V roce 2006 byl zvolen zastupitelem Městské části Praha 8, v roce 2008 se stal radním pro životní prostředí, ve volbách v roce 2010 svůj mandát obhájil. Po odstoupení Josefa Noska v únoru 2011 byl zvolen starostou MČ Praha 8. Vedl koalici ODS a TOP 09. Janků je od roku 2011 předsedou oblastního sdružení ODS v Praze 8.
V komunálních volbách v roce 2014 obhájil za ODS mandát zastupitele městské části. Koalici ale vytvořily hnutí ANO 2011, ČSSD a Strana zelených a Janků tak v listopadu 2014 ve funkci starosty skončil.

## Politické názory
Podporuje výstavbu Centra Palmovka, což má být spojení nové kompletní radnice a obchodního centra (dnes radnice sídlí v deseti budovách na šesti místech Prahy 8) za 1,14 miliardy korun. Tento projekt byl prosazen tři týdny před komunálními volbami v roce 2010 rozdílem jediného hlasu.
Na přelomu let 2011–2012 bylo jeho jméno skloňováno ve spojitosti s plánovanou halou pro bezdomovce na Rohanském ostrově, jejíž umístění zde hlasitě odmítal, a to kvůli pravděpodobnému snížení bezpečnosti a komfortu obyvatelů v Libně a Karlína. Jeho názorům oponovali místní zastupitelé za zelené, kteří odpor radnice k hale pro bezdomovce označila za pravicový populismus.